# Championnat de Slovaquie féminin de handball
Le championnat de Slovaquie féminin de handball est le plus haut niveau de compétition de clubs féminins de handball en Slovaquie. Il est créé en 1993, à la suite de la dissolution du championnat de Tchécoslovaquie.

## Palmarès
- 1994 HK Slávia Partizánske
- 1995 HK Slovan Duslo Šaľa
- 1996 HK Slovan Duslo Šaľa
- 1997 HK Slovan Duslo Šaľa
- 1998 HK Slovan Duslo Šaľa
- 1999 SCP Banská Bystrica
- 2000 HK Slovan Duslo Šaľa
- 2001 HK Slovan Duslo Šaľa
- 2002 HK Slovan Duslo Šaľa
- 2003 Iuventa Michalovce
- 2004 HK Slovan Duslo Šaľa
- 2005 HK Slovan Duslo Šaľa
- 2006 Iuventa Michalovce
- 2007 Iuventa Michalovce
- 2008 ŠKP Bratislava
- 2009 ŠKP Bratislava
- 2010 ŠKP Bratislava
- 2011 Iuventa Michalovce
- 2012 Iuventa Michalovce
- 2013 Iuventa Michalovce
- 2014 Iuventa Michalovce
- 2015 Iuventa Michalovce
- 2016 Iuventa Michalovce
- 2017 Iuventa Michalovce
- 2018 Iuventa Michalovce
- 2019 Iuventa Michalovce
- 2020 arrêté (Covid-19)
- 2021 Iuventa Michalovce
- 2022 Iuventa Michalovce
- 2023 DAC Dunajská Streda
- 2024 DAC Dunajská Streda
- 2025 Iuventa Michalovce
- 2026

## Bilan des clubs
| Rang | Club                  | Titres | Saisons                                                                            |
| ---- | --------------------- | ------ | ---------------------------------------------------------------------------------- |
| 1    | Iuventa Michalovce    | 14     | 2003, 2006, 2007, 2011, 2012, 2013, 2014, 2015, 2016, 2017, 2018, 2019, 2021, 2022 |
| 2    | HK Slovan Duslo Šaľa  | 9      | 1995, 1996, 1997, 1998, 2000, 2001, 2002, 2004, 2005                               |
| 3    | ŠKP Bratislava        | 3      | 2008, 2009, 2010                                                                   |
| 4    | HK Slávia Partizánske | 1      | 1994                                                                               |
| 4    | SCP Banská Bystrica   | 1      | 1999                                                                               |
| 4    | DAC Dunajská Streda   | 1      | 2023                                                                               |
| -    | non décerné           | 1      | 2020                                                                               |

## Classement EHF
Le coefficient EHF pour la saison 2020/2021 est :
| Rang | Évolution     | Rang 2019/20 | Championnat         | Coefficient |
| ---- | ------------- | ------------ | ------------------- | ----------- |
| 1    | en stagnation | (1)          | Nemzeti Bajnokság I | 162,50      |
| 2    | Entré         | (3)          | Super League        | 119,00      |
| 3    | Remplacé      | (2)          | Liga Naţională      | 106,67      |
| 4    | en stagnation | (4)          | Damehåndboldligaen  | 105,17      |
| 5    | en stagnation | (5)          | LFH                 | 95,00       |
| 6    | en stagnation | (6)          | Eliteserien         | 89,67       |
| 7    | en stagnation | (7)          | Bundesliga          | 68,83       |
| ...  |               |              |                     |             |
| 21   | Entré         | (24)         | D1 Slovaquie        | 8,17        |

Évolution
| Année | 2007-2008 | 2008-2009 | 2009-2010 | 2010-2011 | 2011-2012 | 2012-2013 | 2013-2014 | 2014-2015 | 2015-2016 | 2016-2017 | 2017-2018 | 2018-2019 | 2018-2019 | 2020-2021 |
| Rang  | 18        | 17        | 15        | 15        | 16        | 21        | 25        | 32        | 25        | 26        | 22        | 22        | 24        | 21        |

Source : « cms.eurohandball.com », Fédération européenne de handball